# آل سعدون

جمال صبري شيخ السعدون الحالي في العراق

آل سعدون أو السعدون هي عشيرة عربية منتشرة بالعراق والمملكة العربية السعودية ودولة الكويت، يرجع نسبها إلى أشراف الحجاز وهم من الهاشميين الذين سكنوا العراق، وكانت تحكم إمارة المنتفق في الناصرية من عام 1530 م وإلى عام 1918 م، وهي عشيرة المشيخة تاريخياً في اتحاد عشائر المنتفق (أكبر اتحاد للقبائل والعشائر مختلفة الأصول شهدهُ العراق تحت مشيخة شيخ مشائخ فعلي)، وهو الاتحاد العشائري الضخم الممتد من شمال وشمال شرق الجزيرة العربية وإلى وسط العراق والذي كان يشكل جزءاً هاماً من مملكة المنتفق، وعشيرة السعدون هي أسرة المشيخة في قبائل المنتفق، وكانت أسرة آل السعدون على المذهب المالكي.[استشهاد منقوص البيانات][تحقق من المصدر]

## النسب والحسب
الكثير من المؤرخين ذكروا نسب عشيرة السعدون مثل: مؤرخ العراق عباس العزاوي والمؤرخ جعفر الخياط والنسابة حليم بن حسن الأعرجي ويونس إبراهيم السامرائي وديكسون والمس بيل وماكس فرايهير أوبنهايم. وهذا ما أكده الدكتور مصطفى جواد وكذلك الدكتور عماد عبد السلام رؤوف في مقالاته وكتبه وأحاديثة والدكتور يقظان سعدون العامر الذي أكد أن الأمير الحسن بن طلال ألقى في لندن محاضرة حول تاريخ المنطقة، وذكر أن آل السعدون هم من الهاشميين الذين سكنوا العراق، وهم يعلمون أنهم منهم وهذا ما ذكره مرارًا الملك فيصل الأول لعبد المحسن السعدون والذي أكده المؤرخ عبد الرزاق الحسني.[بحاجة لمصدر]
قال المغيري المتوفى سنة 1944 في كتابه (المنتخب في ذكر نسب قبائل العرب) "وممن يدخل في ديوان الأشراف آل سعدون أهل العراق، وعدادهم الآن في بني المنتفق"، وقال عبد الله الناصر في كتابه (تاريخ السعدون) "العائلة السعدونية من أشد الناس تعصيًا ومغالاة في المحافظة على النسب والحسب، الأمر الذي سبب عدم اتصالهم في أبناء بلادهم من طريق المصاهرة. فهم لا يزوجون نساءهم من أحد غيرهم مهما سمى نسبه ورفع حسبه، وكذلك لا يزوجون أبناءهم الذين أمهاتهم إماء أو سرايا من بناتهم الصحيحات الحرائر، بل يزوجونهم من اللائي هن مثلهم، حيث في عرفهم أن من كانت أمها أمة أو سرية فهي منقوصة، وبذلك لا يجوز العقد عليها كما لا يصح اتخاذها أمة. ومن أجل ذلك قتل عبد الله بك الفالح عبد الله الصانع مدير الداخلية العام عندما تزوج الصانع من ابنة المرحوم عبد المحسن السعدون".

## حمائل السعدون(1)

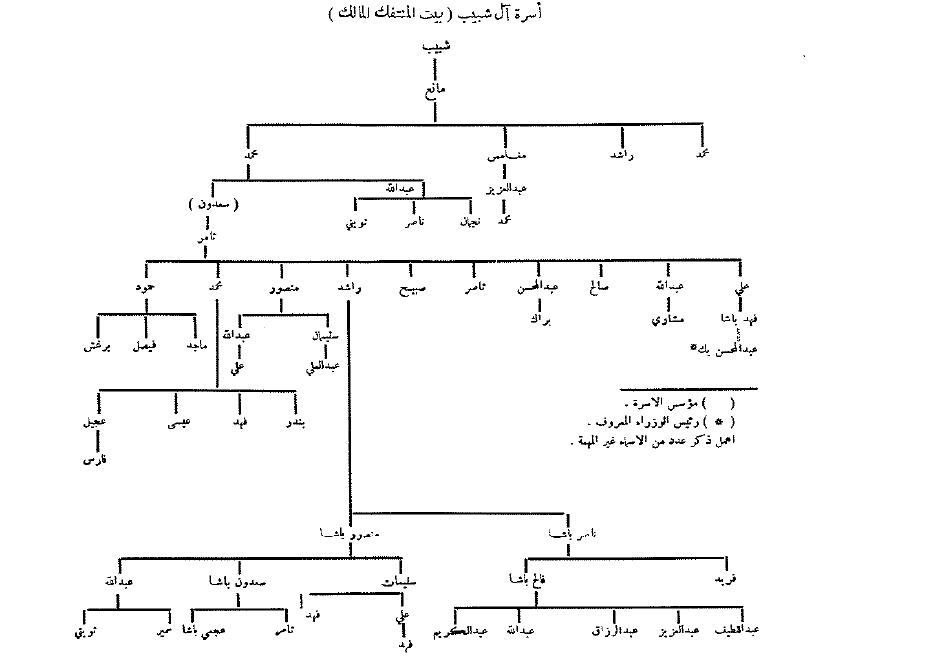
شجرة آل سعدون

قال محمد بن حمد البسام في كتابه (كتاب الدرر المفاخر في أخبار العرب الأواخر) المكتوب سنة 1818م في الفصل السابع المسمى (في قبائل العراق) "أما العراق من البصرة إلى عانة طولاً فمن بواديه المعروفون " المنتفق " الذين شيخهم الآن " حمود الثامر على الإطلاق، هم قبائل متعددة فمنهم " الشبيب " زبدتهم في المهمات نجدتهم ذوو الأنفس الأبية والشيم العربية، الكماة المشهورين والحماة المذكورين، باعهم في المجد طويل وطباعهم إلى طلب الحمد تميل، هباتهم متواصلة وأكفهم لنيل ما راحته من المحامد وأصلة يكرمون النزيل ولا كلل، ويطفئون الليل مما أشتعل بأياد تمكن الغوادي وسوادي من تغيث الصوادي، شادوا المكارم وأبادوا المحارم، يُقتدى بهم في الفضائل ويهتدي بأواخرهم كالأوائل سنوا مكارم الأخلاق وبنو للحرب.
أرفع رواق، والشبيب المذكورون أربع فرق كلهم مشهورون. وهم " آل محمد " الذين منهم الشيخ، والصقر والراشد والمغامس وهذه الأربع فرق، ألفا خيال وثلاثة آلاف سقماني، وأتباعهم من القرى المتعلقة بهم كثيرة."، وقال الشيخ يونس السامرائي إن آل السعدون "ينتسبون إلى جدهم الأعلى سعدون بن الشريف محمد، وينتهي نسبهم إلى الإمام علي زين العابدين بن الحسين بن علي بن أبي طالب رضي الله عنه"، وقال "كانت لهم إمارة انتشرت رقعتها ونفوذها حتى اصطدمت هي والنفوذ العثماني مرات عديدة، ومن أطرف ما يُذكر عن آل سعدون أنهم أول من فكر في تأسيس حكومة عربية تعيد مجد العرب، ولآل سعدون فضلٌ في رد الفرس عن العراق أكثر من مرة، كما حارب آل سعدون الاحتلاَ الإنكليزي بقيادة أعجمي السعدون..وكانت لهم إمارة كبيرة تضم السماوة والمنتفق وأبو الخصيب والعمارة والبصرة"، وقال أحمد باش أعيان في كتابه (برهان الدين باش أعيان: حياته وعصره) "وقد رأى معظم رجال أسرة باش أعيان في أسرة - عشيرة آل سعدون واحداً من أقرب الأمثلة النادرة في زمانهم وعلى أرض الواقع لهذا النموذج، فهذه الأسرة - العشيرة، آل سعدون، أسرة عراقية، يعود تاريخها في العراق إلى حوالي عام 1520م، عندما قاد أحد أجدادهم الأعلين أحد أفخاذ قبيلته الهجرة من مكة المكرمة لينتهي بهم المطاف إلى الاستقرار في العراق."، وقال ثامر عبد الحسين العامري في كتابه (موسوعة العشائر العراقية) "ثم ظهرت أخيراً فرقة (السعدون) التي تُلقب بها العائلة حالياً وهم أولاد ثامر بن سعدون آل محمد، وتتألف من":

### حمولة آل حمود
كان حمود بن ثامر من عرب العراق، حكمَ مشيخة المنتفك 30 سنة حكمًا متفرقًا، فشمل حكم المنتفك ولاية البصرة وحدود السماوة حتى غرب البادية العراقية، يتفرع من آل حمود:
- آل مطلق: شيخهم فيصل المطلق، ومساكنهم الناصرية.
- آل ماجد: وهم ذرية ماجد بن حمود وشيخهم عيسى الماجد، ومساكنهم الزبير.

### حمولة آل محمد
محمد هو أخو حمود، ومن محمد تفرع الأفخاذ التالية:
- فخذ آل عجيل: وهم ذرية عجيل بن محمد وشيخهم ناصر بن علي بن ناصر العجيل، ومساكنهم الناصرية.
- فخذ آل بندر: وهم ذرية بندر بن محمد وشيخهم عواد البندر، ومساكنهم البصرة.
- فخذ آل فهد: وهم ذرية فهد بن محمد وشيخهم عطية الفرحان، ومساكنهم الزبير.
- فخذ آل عيسى: وهم ذرية عيسى بن محمد وشيخهم عجيل العيسى ومساكنهم الناصرية.

هذه الأفخاذ الأربعة تزعمت مشيخة المنتفق على التوالي، وفقاً لما قاله ثامر العامري في كتابه موسوعة العشائر العراقية.

### حمولة آل راشد
وهم أبناء الشيخ منصور باشا السعدون و الشيخ ناصر باشا السعدون و مساكنهم في الناصرية والبصرة، وناصر باشا هو الذي أسّسَ مدينة الناصرية سنة 1869، وتوفي في منفاه بإسطنبول سنة 1885، ومن آل راشد أيضا الشيخ فالح باشا السعدون والشيخ سعدون باشا السعدون وابنه عجمي باشا السعدون قائد القوات العربية الإسلامية في معركة الشعيبة.

### آل عبد الله
منهم آل مشاري وآل عمر، وهم في السعودية والعراق.

### آل علي
يتفرج آل علي إلى:

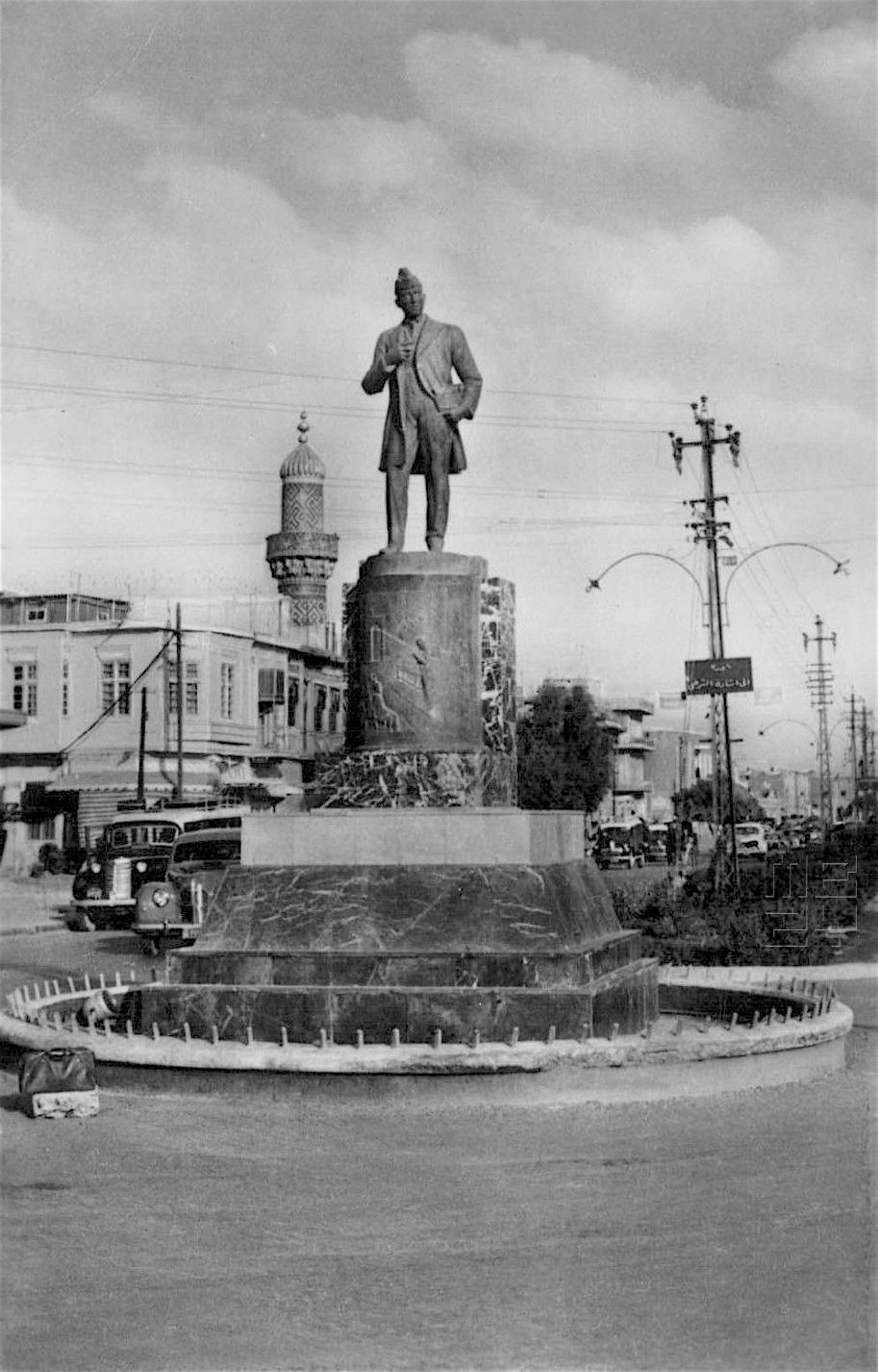
تمثال عبد المحسن السعدون في وسط بغداد

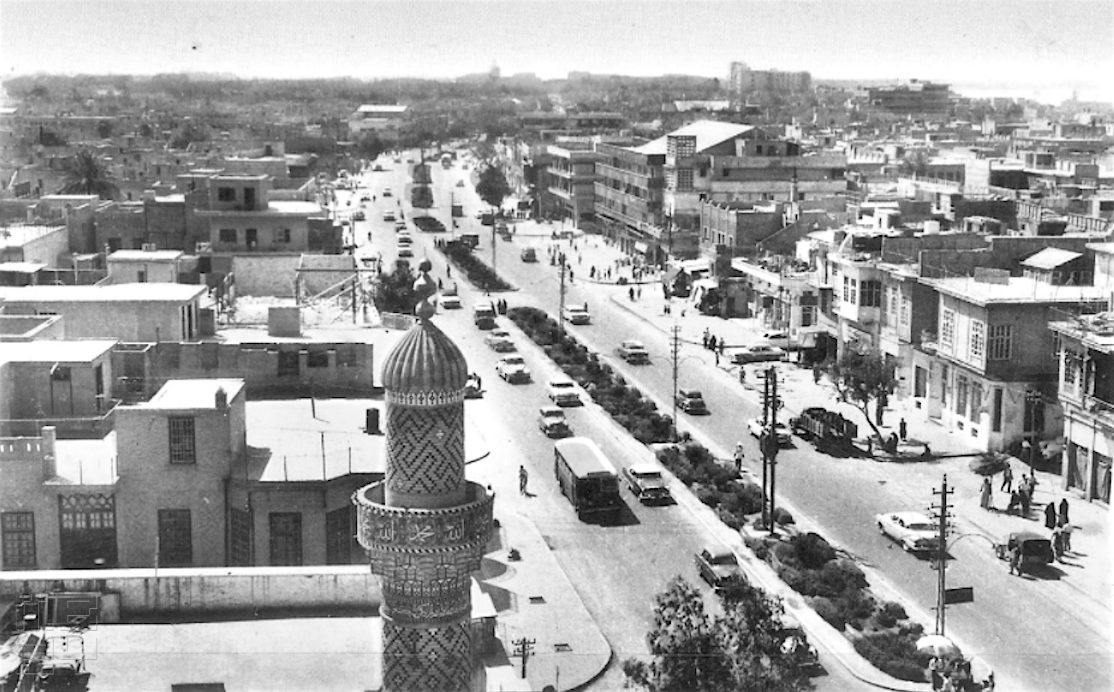
شارع السعدون شارع عريق مشهور في بغداد

- 1- آل فهد: ينتسبون إلى فهد باشا العلي الذي كان شيخ مشايخ المنتفك سنة 1863، وفهد هو أبو عبد المحسن السعدون رئيس وزراء العراق، الذي له تمثال في شارع السعدون.
- 2- الدوشان: شيخهم خيون صبر الدويش، ومساكنهم في الموفقية.
- 3- الزيد: شيخهم حمود البريس، ومساكنهم في الموفقية.
- 4- الفضل: شيخهم سعود سيف الفضل، ومساكنهم في الموفقية.
- 5- البدر: شيخهم وارد فارس البدر، ومساكنهم في محافظة واسط والموفقية.
- 6- النصار: شيخهم نصار سليمان الحاج صالح، وهم في الموفقية.

### آل صالح
مساكنهم في البصرة والناصرية والكوت وبغداد والانبار وصلاح الدين ، وفروعهم هي:
- 1- آل خالد: شيخهم إبراهيم عباس الخالد.
- 2- آل راشد: شيخهم إبراهيم غالي الصالح.
- 3- آل عساف: شيخهم براك ثامر العساف.

4- آل ظاهر: شيخهم عبد الله كحيص الظاهر.

### آل ناصر
مساكنهم في الموفقية، وفروعهم:
1- الشياع: شيخهم عاصب شياع الناصر.
2- الحوشان: شيخهم محمد الزيد الحوشان.

### آل منصور
مساكنهم في البصرة، وفروعهم:
1- آل داود: شيخهم فارس عبد المحسن الداود.
2- آل حسين: شيخهم خالد علي الحسين.
3- آل ظاهر: شيخهم نوري الظاهر.

### آل براك
شيخهم حمود الوبدان، وهم بالبصرة، وفروعهم هي: آل مشرف، منتشرون بالبصرة، والزبير والناصرية وسوق الشيوخ ومحافظة واسط والموافقية، ومنهم عدد كثير في بغداد والسعودية.

## الهوامش
- «1»: قال يعقوب سركيس في كتابه (مباحث عراقية) "الحمولة عند مصطلح العراقيين الأسرة أو السلالة الشريفة النبيلة النجيبة العريقة النسب".[17]